# 암셸 마이어 폰 로트실트
암셸 마이어 폰 로트실트(Amschel Mayer Rothschild, 1773년 6월 12일~1855년 12월 6일)는 로스차일드가의 일원이다. 시칠리아 총영사이다. 작위는 프라이헤르이다.